# Piper Halliwell
Piper Halliwell là một nhân vật trong loạt phim truyền hình Phép thuật do Hoa Kỳ sản xuất.
Piper xuất hiện trong 8 phần phim và đang xuất hiện trong phiên bản truyện tranh. Là chị hai trong gia đình, cô là một người phụ nữ đảm đang và có mở một nhà hàng vào phần 9. Sau khi Prue mất, Piper được xem là phù thủy mạnh nhất.

## Diễn viên
Holly Marie Combs thủ vai Piper Halliwell dành giải Vai diễn ấn tượng nhất của sê-ri phim khoa học viễn tưởng, Nữ diễn viên xuất sắc nhất trong sê-ri phim khoa học viễn tưởng và Nữ diễn viên truyền hình xuất sắc nhất
Cô được biết đến trong "Sweet Hearts Dance", "Born on the Fourth of July".
H.M.Combs sinh ngày 3 tháng 12 năm 1973.

## Năng lực ma thuật
Là một phù thủy ma thuật Piper có thể: đọc thần chú, chế tạo thuốc và bói cầu. Cô là người làm thuốc giỏi nhất trong 4 chị em và đã chế tạo ra nhiều loại thuốc ma thuật khác nhau. Tài năng này bắt nguồn từ niềm đam mê ẩm thực của cô.
Sức mạnh ban đầu của Piper là Cố Định Phân Tử (Molecular Immobilization) thường được gọi là “đóng băng”. Cô có thể dừng các phân tử đang chuyển động tại một thời gian nhất định làm mọi thứ bất động, cô kích hoạt sức mạnh bằng cách búng hay vẩy tay. Ban đầu cô chỉ có thể đóng băng trong một phạm vi nhất định, chỉ kéo dài trong giây lát và không điều khiển được, nhưng sau đó sức mạnh cô tăng lên cô có thể đóng băng cả một khu phố đông người, giải băng cho bất cứ ai mà cô muốn, có thể đóng băng những phần trên cơ thể, cô từng làm cho một con quỷ bị đóng băng toàn thân nhưng đầu thì vẫn nói chuyện, sức mạnh này của cô không tác dụng lên phù thủy tốt nhưng ở phần 8 cô đã đóng băng được Billie một phù thủy tốt.
Ở phần 3, Piper đạt được khả năng Đốt Cháy Phân Tử (Molecular Combustion) làm các phân tử tăng tốc tới mức nóng lên để gây cháy hoặc phát nổ. Đây là sức mạnh tấn công mạnh nhất trong Bộ Ba. Khi mới có được sức mạnh này cô vô cùng lo sự bởi mức tàn phá của nó, nhưng theo thời gian cô làm chủ được nó, Piper có thể nổ tung mọi thứ cô muốn: tiêu diệt kẻ thù ngay trong tức khắc, làm lệch hướng các cuộc tấn công như quả cầu lửa và quả bóng năng lượng, thậm chí đánh bại cả những con quỷ cấp cao như Triad bằng 3 vụ nổ liên tiếp,... Đây là sức mạnh làm cô trở thành người mạnh nhất trong Bộ Ba, sau cái chết của Prue.
Ở phần 9, Piper phát triển thêm khả năng Tăng Tốc Phân Tử (Molecular Acceleration) làm cho các phân tử tăng tốc gây ra những vụ cháy và làm tan chảy đồ vật. Lần đầu tiên cô đã có thể làm tan chảy con đường dưới chân của Quỷ Vương (The Source of All Evil) làm chân của hắn mắc kẹt trong đó, làm nóng lên một nồi thức ăn, sau đó cô dùng nó để đốt một sợi dây và tạo ra một vòng tròn lửa bẫy một con quỷ,... Sức mạnh này tương tự như khả năng điều khiển nhiệt độ (Thermokinesis) và Lửa (Pyrokinesis).  

## Nghề nghiệp
Piper là một đầu bếp tài năng, cô luôn muốn có một nhà hàng cho riêng mình.
Ở phần 1, cô làm quản lý ở nhà hàng Quake, cô được coi trọng và lương rất cao ở đây nhưng cô nói rằng đây không phải là mơ ước của mình, cô muốn được làm chủ.
Sang phần 2 cô mở một câu lạc bộ tên là P3. P3 là một quán Bar rất tuyệt vời và thu hút rất nhiều khách, nó mở ra bởi cả ba chị em Prue, Piper và Phoebe nên có tên là P3.
Đến phần 9 cô đã để câu lạc bộ cho người khác phụ trách.Cô đã mở một nhà hàng (đó là niềm mơ ước thực sự của cô).

## Mối tình
Ở giữa phần 1, do nhà cô đang được sửa chữa lại nên cô đã gọi người đến sửa, đó là Leo Wyatt. Cô đã yêu Leo từ cái nhìn đầu tiên nhưng không dám nói vì đang phải tranh giành với Phoebe. Đến cuối phần một, cô đã thổ lộ tình cảm của mình với Leo.

## Mối quan hệ khác
Ở phần 2, vì cảm thấy cô đơn, lạc lõng khi Leo luôn xuất hiện rồi biến mất một cách bất thình lình và cũng không thể ở bên cô mỗi lúc cô cần chỗ dựa nên Piper đã chia tay với Leo và yêu người hàng xóm tốt bụng vừa chuyển đến sống cạnh nhà là Dan Gordon. Sau một thời gian yêu Dan, cô nhận ra Leo mới chính là tình yêu đích thực của đời mình nên Piper đã quay lại với Leo.

## Tính cách
Chăm sóc tốt cho bản thân và người khác
Thông minh
Giàu tình cảm